# 次世代電動槍
次世代電動槍是日本MARUI耗資一億日圓開發的新一代電動槍，具有後座力、無彈自動斷電功能，
與其他電動槍相同，無瓦斯槍氣化不良之缺點，次世代電槍提升了準度及齒輪箱(BOX)的精密度，是一款仿真電動槍，目前MARUI已申請國家專利。

## 款式
許多人稱次世代電動槍為EBB(Electricity Blow Back)意即具後座力之電動槍，日方推出了許多次世代版本之電動槍，目前有G36K、M4A1 CARBINE、M4A1 SOPMOD、M4A1 CQB-R、AK74MN、AKS74U、AK102、RECCE、SCAR系列等九款以上。

## 規格問題
次世代電動槍屬於新一代電動槍，內外部皆為新規格，一般零件大都皆不適用次世代系統，甚多玩家認為此型電動槍為綁規，其實不盡然，目前已有數種套件販售中，提升了準確度、耐用度及射程。